# NGC 9
NGC 9 is een sterrenstelsel in het sterrenbeeld Pegasus.
NGC 9 werd op 27 september 1865 ontdekt door de Duits-Baltische astronoom Otto Wilhelm von Struve.

## Synoniemen
- PGC 652
- UGC 78
- IRAS00063+2332
- MCG 4-1-30
- KUG 0006+235
- ZWG 477.59
- KARA 6
- ZWG 478.31